# The Emperor's Candlesticks
The Emperor's Candlesticks är en amerikansk långfilm från 1937 i regi av George Fitzmaurice, med William Powell, Luise Rainer, Robert Young och Maureen O’Sullivan i rollerna. Filmen bygger på romanen The Emperor's Candlesticks av Emmuska Orczy från 1899.

## Handling
Rysslands ärkehertig Peter (Robert Young) besöker Wien inkognito. Under en maskeradbal lockar den vackra Maria (Maureen O’Sullivan) hertigen i en fälla. Fångad av polska nationalister tvingas Peter skriva ett brev till sin far, den ryska tsaren, för att erbjuda sitt eget liv mot ett frisläppande av Marias dödsdömde fader.
De brev de polska nationalisterna skickat tidigare har inte kommit fram till tsaren. För att garantera att detta brev kommer fram ger de den hemliga agenten baron Stephan Wolensky (William Powell) i uppdrag att leverera det. Under tiden ger den ryska översten Pavloff (Frank Reicher) sin egen agent, grevinnan Olga Mironova (Luise Rainer), i uppdrag att leverera dokument till Ryssland som visar att Wolensky är hemlig agent som bör arresteras.
Wolenskys vän prins Johann (Henry Stephenson) vet om att Wolensky ska till Sankt Petersburg och han har bara en liten tjänst att be om. Han vill att Wolensky ska leverera ett par utsmyckade ljusstakar till en prinsessa. Ljusstakarna har båda ett hemligt lönnfack, så Wolensky placerar brevet han ska leverera i en av dem. Prins Johan visar senare grevinnan Mironova ljusstakarnas lönnfack och hon lägger i sin tur sitt eget brev i den andra ljusstaken. Hon lyckas även övertyga prinsen att ge henne båda ljusstakarna för att ta dem till Ryssland. När Wolensky får reda på detta påbörjar han en jakt efter både Mironova och ljusstakarna.
Situationen blir inte lättare när Mironovas tjänsteflicka Mitzi Reisenbach (Bernadene Hayes) och hennes älskare Anton (Donald Kirke) stjäl grevinnans juveler och ljusstakarna. På jakt efter ljusstakarna över halva Europa börjar Wolensky och Mironova få känslor för varandra.

## Rollista
| William Powell     | – Baron Stephan Wolensky  |
| Luise Rainer       | – Grevinnan Olga Mironova |
| Robert Young       | – Ärkehertig Peter        |
| Maureen O’Sullivan | – Maria Orlich            |
| Frank Morgan       | – Överste Baron Suroff    |
| Henry Stephenson   | – Prins Johann            |
| Bernadene Hayes    | – Mitzi Reisenbach        |
| Donald Kirke       | – Anton, tjuven           |
| Douglass Dumbrille | – Mr. Korum               |
| Charles Waldron    | – Dr. Malchor             |
| Ian Wolfe          | – Leon, konspiratör       |
| Barnett Parker     | – Albert, Stephans butler |
| Frank Reicher      | – Pavloff                 |
| Bert Roach         | – Hotellreceptionist      |
| Paul Porcasi       | – Santuzzi                |

## Produktion

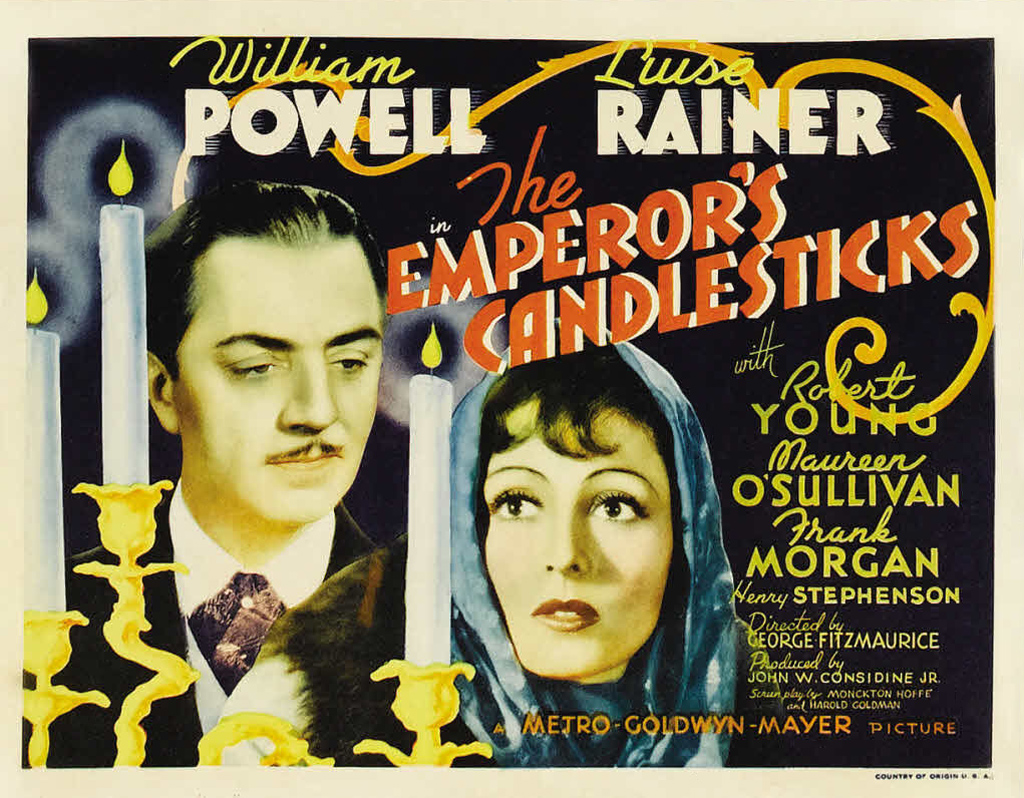
Lobbykort från filmen som visar William Powell och Luise Rainer

Detta var den tredje och sista filmen som William Powell och Luise Rainer spelade in tillsammans, den första var Escapade (1935) och den andra var Den store Ziegfeld (1936). Luise Rainer vann en Oscar för Den store Ziegfeld vilket fick filmbolaget MGM att i rask takt slutföra The Emperor's Candlesticks, den släpptes i juli 1937, bara tre månader efter att inspelningen avslutats.

## Mottagande
Filmen blev inte väl mottagen av kritikerna och blev ett kommersiellt misslyckande.